# 方向明 (1906年)
方向明（1906年2月—1999年3月5日），男，安徽太平人，中华人民共和国政治人物，曾任安徽大学副校长，安徽省政协副主席，中共八大代表。
方向明，又名方彬，1909年出生，又名方彬，太平县新丰（今黄山市黄山区新丰乡）人，上海大学肄业，1938年加入中国共产党。1925年后就读于上海美术专科学校、中华艺术大学。后历任大通工会联合会秘书兼工人教师，大通和悦洲广储小学教导主任、代理校长，合肥省立第六中学初中美术教员等职。1938年任中共青阳工委书记。1940年初任中共泾太县委书记，后在皖南事变中不幸被捕。1941年1月底，在被押往上饶集中营途中逃出虎口。到无为后任中共皖南特委秘书长。半年后被派往芜湖主持党的地下工作，建立了长江南北两岸抗日根据地的秘密交通站和新四军七师情报站。1941年12月下旬遭到汪伪皖南政治局特务逮捕， 第二年春经党组织多方营救出狱，重返皖江抗日根据地。历任无为县文教科长、皖江区党委组织部干部科长兼皖江联关中学教育长、联关中学专职副校长，抗战胜利后返回部队。1946年先后担任山东大学学生生活指导处（后为政治处）主任、专科部预科部主任和党总支书记，中共山东省政府机关工委委员等职。1947年2月，中共华东局国民党地区工作部（简称国区部）成立，任上海工作组组长。陆续建立了上海、南京、芜湖、当涂等地党的交通联络站，打通了上海、芜湖等地与皖南、皖江等游击根据地的交通联络。大军渡江前夕，成立芜湖地下工作组并任组长。1949年4月任芜湖市教育局长，1950年任皖南行署文教处长，1951年任安徽省教育厅副厅长，不久任安徽省师范学院院长、院党委书记，兼省文办副主任。1954年当选安徽省人民代表大会代表，1956年当选中共“八大”代表，1958年下半年任安徽省立图书馆副馆长，1964年5月任安徽大学副校长、校党委常委，1980年任安徽省政协副主席。1984年离休，1999年3月5日逝世于合肥。著有《虎口脱险》《党组织营救我出狱》和《华东局国区部上海工作组在解放战争时期的工作情况》等革命斗争回忆录。